# Alma Flor Ada
Alma Flor Ada (3 de enero de 1938 en Camagüey, Cuba) es una escritora y docente cubana nacionalizada estadounidense, especializada en la escritura de libros para niños, novelas y poemas. Profesora emérita de la Universidad de San Francisco, Ada es reconocida por su trabajo en la promoción de la educación bilingüe y multilingüe en los Estados Unidos.

## Biografía

### Inicios
Alma nació en Camagüey en 1938, hija de Modesto Ada Rey y Alma Lafuente. Creció en La Quinta Simoni, una casa de propiedad del revolucionario cubano Ignacio Agramonte. Criada en un entorno de escritores y poetas, empezó a mostrar interés por las letras desde una temprana edad. Luego de completar sus estudios en Cuba, se trasladó a los Estados Unidos para ingresar a la Universidad de Colorado Heights. Además cursó estudios en la Universidad Complutense de Madrid y en la Pontificia Universidad Católica del Perú. En 1970 Alma y su familia se mudaron de manera permanente a los Estados Unidos.

### Docencia
Inició su carrera como docente en Lima, Perú, donde enseñó en las escuelas Abraham Lincoln y Alexander von Humboldt. En los Estados Unidos fue docente en la Universidad Emory, en la Universidad de Detroit y en la Universidad de San Francisco, donde se retiró como profesora Emérita. En la Universidad de San Francisco dirigió cerca de 160 disertaciones en el campo de la Educación Multicultural Internacional. Como docente visitó instituciones educativas como la Universidad de Texas en El Paso, Universidad Santo Tomás en Houston, Universidad de Guam, Universidad Complutense en Madrid y Fundación José Ortega y Gasset, también en la capital española. En 2008, la Asociación de Educadores Bilingües de California (CABE) estableció el premio "Alma Flor Ada Teachership Award" entregado anualmente en su honor.

### Literatura
Alma Flor Ada escribió libros para niños y adultos en inglés y español. Su literatura para adultos incluye dos novelas, A pesar del amor y En clave de sol, y un libro de memorias titulado Vivir en dos idiomas. También tradujo una gran cantidad de obras al español de autores como Lucille Clifton, Evaline Ness, Judy Blume, Judith Viorst, Ruth Heller, Nancy Luenn, Audrey Wood, Jane Yolen y Cynthia Rylant. En colaboración con Isabel Campoy, Alma Flor tradujo obras de autores como Lois Ehlert, Ellen Stoll Walsh, Mem Fox y Gerald McDermott.